# Pretorijanci
Pretorijanci ili pretorijanska garda (lat. praetoriani, cohors praetoria), naziv je za posebnu komponentu rimske vojske. U doba Rimske republike bilo je uobičajeno da vojni zapovjednik ima svoju osobnu gardu, nazvanu cohors praetoria ("pretorijanska kohorta"). Oktavijan August je 27. godine pr. Kr., s ciljem vojne obrane Italije, u kojoj nije bilo stacioniranih legija, formirao jedan stalni vojni odred od devet kohorti (od kojih je svaka vjerojatno imala po 1000 vojnika) koji se sastojao od njegove osobne straže i veterana. Tri kohorte bile su stacionirane u samom gradu Rimu, a ostalih šest u obližnjim italskim gradovima. Ovaj je odred August zadržao pod svojom vlastitom kontrolom, i tek je 2. godine pr. Kr. postavio dva zapovjednika, nazvana praefecti praetorio ("pretorijanski prefekti"). Tako je nastala pretorijanska garda, koja će kasnije u pojedinim trenucima igrati vrlo važnu ulogu u povijesti Rimskog Carstva. Politički značaj pretorijanci su počeli stjecati kada ih je Sejan, Tiberijev pretorijanski prefekt, sve okupio u jednoj vojarni na sjeveru grada Rima. Pretorijanci su pratili cara i članove njegove obitelji dok su se nalazili u Rimu i kada su putovali van grada. Njihova vojna služba isprva je trajala dvanaest godina, ali uskoro je produžena na šesnaest. Pretorijanci su primali visoku plaću, kao i česte i obilne "darove" (donativa).

## Povijest
Naziv pretorijanci potječe od latinske riječi praetorium, kojom je označavan šator rimskih vojskovođa, posebno pretora koji su bili ovlašteni da zapovijedaju vojskom. Od 3. stoljeća Pr. Kr. rimski vojskovođe imali su pravo da u ratno vrijeme među vojnicima izaberu gardiste koji bi potom čuvali njihov šator i osobu. Ovakav odred nazivao se pretorijanska kohorta (cohors praetoria) i sastojao se od pješaka i konjice. Kohorta je pratila istaknute rimske državnike i vojskovođe poput Cezara, Marka Antonija i Oktavijana (budućeg cara Augusta). Već je Cezar 61. pr. Kr. osnovao elitnu 10. Konjaničku Legiju (Legio X Equestris) koju je uspješno koristio tijekom ratova s Galima i građanskog rata protiv Pompeja. Nakon pobjede nad Antonijem, Oktavijan je ustanovio da se stajaći elitni odred može upotrijebiti ne samo u ratno, već i u mirnodopsko vrijeme u političke svrhe.

### Počeci
August je 27. pr. Kr. formirao pretorijansku gardu od probranih vojnika izabranih iz pograničnih legija. Prvi rimski car legije je razmjestio na granice carstva i zadržao je kontrolu nad carskim provincijama, tj. provincijama u kojima je bila stacionirana vojska. Na taj način središnja područja carstva dobrim su dijelom demilitarizirana, a u Italiji južno od rijeke Rubikon, drevnom središtu carstva, pretorijanci su predstavljali jedinu oružanu formaciju. August je htio da zadrži privid starog republikanskog uređenja te je regrutirao svega devet kohorti od po 500 ljudi. Od devet kohorti, u samom Rimu istovremeno su na dužnosti boravile svega tri. Osim kohorti, ustrojeno je i nekoliko konjaničkih jedinica turmi (turma) s 30 vojnika. Tri pretorijanske kohorte u Augustovo su vrijeme čuvale carsku palaču i patrolirale u blizini istaknutih javnih zdanja. Ostale jedinice bile su odaslane u okolne italske gradove te nisu predstavljale opasnost po sigurnost vladara. Organizacija i zapovijedanje unaprijeđene su 2. pr. Kr. imenovanjem dvojice zapovjednika garde koji su nosili titulu pretorijanskog prefekta. U Augustovom sustavu, car je formalno bio princeps, tj. prvi među jednakima i radi toga neke od ključnih pozicija u novom poretku nisu bile povjerene senatorima, koji su po porijeklu, utjecaju i bogatstvu mogli pretendirati na carski položaj, već osobama iz konjaničkog staleža. Takav je bio slučaj i s pretorijanskim prefektima.
Augustova smrt 19. kolovoza 14. godine predstavljala je prvi i jedini slučaj u kojem se garda nije umiješala u smjenu na prijestolu. Od tada, garda je nerijetko djelovala u skladu s vlastitim interesima. Augustov posinak Tiberije 15. je godine postavio za jedinog prefekta pretorijanaca ambicioznog Lucija Elija Sejana. Tiberije je imao brojne sukobe sa senatom i osudio je nekoliko senatora za uvredu carskog veličanstva. Radi toga, bio mu je potreban oslonac na golu silu te je 17. ili 18. godine povećao broj pretorijanaca s 500 na 1000 po kohorti. Garda, koja je sada imala 9000 ljudi, dovedena je 23. godine u Rim i smještena u posebno izgrađen Pretorijanski Logor (Castra Praetoria). Tiberije se kasnije povukao na otok Capri odakle je carstvom upravljao preko Sejana. Prema povjesničaru Tacitu, Sejan je ubrzo sproveo pravu strahovladu i postao stvarni vladar carstva. Najzad, Tiberije je 31. godine uklonio Sejana uz pomoć Makrona, prefekta vigila, odreda gradske milicije i vatrogasaca. Garda je prihvatila da žrtvuje svog zapovjednika radi carevog dara u novcu (donativum), a Makron je zatim nasljedio Sejana na položaju pretorijanskog prefekta. Po glasinama sačuvanim kod rimskog biografa Svetonija, Makron je 37.  jastukom ugušio starog Tiberija kako bi omogućio dolazak na prijesto svom štićeniku Kaliguli.

### Pretorijanski prefekt
Pretorijanskom je gardom tijekom Rimskog Carstva zapovjedao časnik iz viteškog staleža s nazivom "pretorijanski prefekt" (praefectus praetorio). Prve pretorijanske prefekte postavio je car August 2. godine pr. Kr. te su najčešće dvojica istovremeno obavljala tu dužnost. Prefekti su ponekad imali vrlo veliki utjecaj na cara, kao već navedeni Sejan u slučaju cara Tiberija. Nekoliko pretorijanskih prefekata bili su poznati pravnici, kao Papinijan, Julije Paulo i Ulpijan, jer su tijekom 2. i 3. st. pretorijanski prefekti dobivali sve više važnih sudskih ovlaštenja (tj. odgovornost za krivične parnice u cijeloj Italiji osim grada Rima). Ipak, u najvećem broju slučajeva pretorijanski su prefekti bili vojnici. Pošto su bili odgovorni za snabijdevanje vojske, pod Dioklecijanom su postali najvažniji financijski službenici u državi. Kada je Konstantin Veliki 312. godine raspustio pretorijansku gardu, pretorijanski su prefekti izgubili svoja vojna ovlaštenja i postali upravnici nad četiri dijela carstva: nad Galijom, Italijom, Ilirikom i Istokom.

### Uloga u političkim prevratima
Trajno premještanje garde u Rim imalo je za posljedicu da su pretorijanci postali značajan faktor u smjenjivanju i postavljanju careva. Već 41. godine, jedan od gardijskih časnika Kasije Hereja imao je vodeću ulogu u atentatu na cara Kaligulu. Zavjera koja je tom prilikom iskovana uključivala je i nekoliko senatora, ali cara, njegovu suprugu i kćeri uklonili su gardisti. Po sačuvanoj tradiciji, pretorijanci su tada izvikali za cara Kaligulinog strica Klaudija koji se, preplašen događajima, sakrio iza zavjesa u carskoj palači. Pokazalo se da je utjecaj garde bio toliko snažan da je senat spremno prihvatio Klaudija kao novog cara.
Sljedeći period kada je garda igrala važnu ulogu bio je Neronov pad 68. godine i događaji tijekom godine četiri cara. Kada je senat 68. godine proglasio Nerona za javnog neprijatelja, pretorijanci su potkupljeni zahvaljujući posredovanju Nimfidija Sabina, jednog od njihovih prefekata. Neron je napušten od pretorijanaca koji su tada kao novog cara prihvatili Galbu, nadajući se novim darovima. Međutim, ubrzo se pokazalo da Galba nema namjere da isplati novac koji su unaprijed obećale njegove pristalice. Podršku pretorijanaca zadobio je darežljiviji kandidat, Oton, kojeg su pretorijanci proglasili za novog cara dok je škrti Galba brutalno iskasapljen zajedno sa svojim najbližim sljedbenicima. U svojim Istorijama, povjesničar Tacit zapisao je kako je tada postalo jasno da vojska ima glavnu ulogu u postavljanju careva, te su umjesto prijestolničkih pretorijanaca sada pogranične legije počele da diktiraju Rimu svoj izbor kandidata. Kandidat rajnskih legija Vitelije, kasnije u proljeće 69. godine, porazio je Otona nedaleko od Cremone. Pretorijanci su se hrabro borili na Otonovoj strani, ali kada je postalo jasno da je bitka izgubljena Oton je izvršio samoubojstvo. Vitelije je raspustio dotadašnju gardu, a zatim ju proširio na ukupno 16 kohorti i popunio ih vojnicima iz njemu lojalnih jedinica. Politička kriza okončana je 21. prosinca 69. kada je favorit istočnih i balkanskih legija Vespazijan prihvaćen za cara, nakon što su njegovi vojnici pobijedili i ubili Vitelija.
Vespazijan je ponovo sveo gardu na 9 kohorti, a povjerljivi položaj pretorijanskog prefekta 72. je godine povjerio rođenom sinu Titu. Titov brat Domicijan zaokružio je kasnije pretorijansku gardu na ukupno deset kohorti. Iako je garda tijekom njegove vladavine bila lojalna neomiljenom caru, Domicijan je rujna 96. nastradao u zavjeri u kojoj su se udružili senatori i vojnici garde. Glavnina garde kao i visoki vojni krugovi i dalje su ostali vjerni uspomeni na Domicijana. Njegov nasljednik, stari senator Nerva nije imao dovoljno autoriteta da obuzda soldatesku. Pretorijanski prefekt Kasperije Elijan, sa svojim je ljudima listopada 97. opkolio carsku palaču na rimskom brdu Palatinu i uzeo cara za taoca. Nerva je morao odobriti kažnjavanje Domicijanovih ubica i čak se javnim govorom zahvaliti pretorijancima na njihovoj pobuni koja je pomogla izvršenje pravde. Incident je potaknuo Nervu da ojača svoj položaj adopcijom iskusnog i omiljenog vojskovođe Trajana koji ga je mirno nasljedio 98. godine. Nakon toga, Trajan je pogubio Kasperija Elijana i započeo novu tradiciju: poveo je pretorijance sa sobom u Dačke ratove. Tijekom 2. stoljeća pretorijanci su često pratili careve u njihovim vojnim pohodima. Garda je sudjelovala u ratnim zadacima tijekom Trajanovih ratova protiv Dačana i Parćana, kao i tijekom Markomanskih ratova koje je Marko Aurelije vodio na gornjem Dunavu. Ratovi protiv Markomana po mnogočemu su predstavljali novinu u ratovima koje je carstvo do tada vodilo, između ostalog i po tome što su dvojica pretorijanskih prefekata izgubili život u direktnoj borbi s barbarima.
S ubojstvom Komoda, posljednjeg cara iz dinastije Antonina, 193. godine započinje dugi period političke nestabilnosti. Car je ubijen u dvorskoj zavjeri, ali pretorijanci su bili ti koji su pokušali da izvuku korist i nametnu se za odlučujući faktor u postavljanju careva. Komodov nasljednik Pertinaks, morao je da stavi na aukciju osobnu imovinu svog prethodnika kako bi isplatio gardistima dar u novcu (donativum) koji su iznudili. Kako car nije mogao da isplati drugu polovinu obećane sume, 28. ožujka 193. godine oko 300 pretorijanaca provalilo je u palaču. Prisutni gardisti i dvorjani nisu im pružili otpor i Pertinaks je ubijen tijekom govora kojim je pokušao da ih pridobije. Nakon ovog atentata, u pretorijanski su logor pohrlila dvojica novih pretendenata na prijestol, gradski prefekt Tit Flavije Sulpicijan i prebogati senator Didije Julijan. Pretorijanci su doslovce organizirali aukciju i prijestol prodali Didiju Julijanu koji im je zauzvrat obećao 25 000 sestercija (srebrnjaka) po osobi. Slično događajima iz 69. godine i ovoga se puta pokazalo da u postavljanju i svrgavanju careva pogranične legije imaju zadnju riječ. Kandidat panonskih legija Septimije Sever ubrzo je umarširao u Italiju i 1. lipnja 193., poslije vladavine od svega 66 dana, pogubio Didija Julijana. Sever je također naredio pretorijancima da ga u kompletnom sastavu i pod oružjem sačekaju na ulazu u Rim, a zatim ih je opkolio, razoružao i raspustio. Nakon toga, car koji je odlično poznavao moć vojske, uvrstio je u pretorijansku gardu sebi lojalne vojnike iz balkanskih legija.
Doba dinastije Severa (193. – 235.) predstavljalo je po mišljenju modernih povjesničara period militarizacije carstva. Sever je umnožio broj legija, podigao visinu vojničkih plaća i udvostručio broj pretorijanaca. Također, od njegove vladavine pretorijanski prefekt sve više postaje i civilni administrator. Radi toga, prestižni položaj prefekta i brojna ovlaštenja Sever je povjerio svom rođaku Gaju Fulviju Plautijanu. Plautijan je kao pretorijanski prefekt postao član senata i konzul (za 203.), kao i tast Severovog sina Karakale. Karakala je uz pomoć majke Julije Domne uvjerio oca da Plautijan kuje zavjeru s ciljem da zbaci carsku obitelj, te je 22. siječnja 205. pretorijanski prefekt pozvan u palaču i osuđen na smrt. Sever je nakon toga zapovjedništvo nad gardom ponovo podijelio na dva ravnopravna pretorijanska prefekta, ali jedno je od dva mjesta povjereno čuvenom pravniku Papijanu. Karakala je, po očevom savjetu, u vrijeme svoje vladavine pokušavao da održi popularnost u vojsci, ali je isto tako bio i paranoičan pa je nerijetko vršio čistke u senatu i među časnicima. Ubijen je od strane jednog pretorijanca 8. travnja 217., čijeg je brata navodno pogubio bez dokaza. Karakalu je nasljedio Makrin, jedan od pretorijanskih prefekata, koji je vjerojatno bio upoznat s planovima atentatora. Makrin je ujedno bio i prvi predstavnik konjaničkog staleža koji se popeo na carski prijestol. Njegov uspon pokazao je da stari društveni poredak više nije nepremostiv i da služba u vojsci otvara vrata i do najviših pozicija u društvu. Međutim, dinastička privrženost još je uvijek bila jaka kod istočnih legija koje su napustile Makrina i podržale proglašenje rođaka Severa, Elagabala, za cara. U samom Rimu Elagabal je brzo izgubio podršku i njegova baka Julija Meza potkupila je pretorijance da podrže njenog drugog unuka Aleksandra Severa kao novog cara. Pretorijanci su 22. ožujka 222. godine odvukli Elagabala u svoj logor i tamo ga ubili a njegovo tijelo bacili u rijeku Tiber. Aleksandar Sever je u trenutku dolaska na prijestol još uvijek bio maloljetan i vlast su preuzele dvije žene, Julija Meza i careva majka Julija Mameja. Na mjesto pretorijanskog prefekta postavljen je iskusni pravnik Ulpijan koji je savjesno vodio državne poslove. Međutim, Ulpijanov pokušaj da oduzme neke od privilegija pretorijancima pretvorio se u njihovu pobunu. Na kraju mladi je car 228. godine dozvolio gardistima da ubiju prefekta Ulpijana. Vojnici su pokušali da se dokopaju i bivšeg konzula (i kasnije povjesničara) Diona Kasija ali on se povukao iz javnosti i tako sebi spasio život. Slabost Aleksandra Severa pred vojskom pokazala se i kasnije kada je kao posljednji Sever 235. godine zbačen i ubijen od strane legionara.

### Sumrak garde
Aleksandra Severa je 235. nasljedio Maksimin Tračanin koji je karijeru započeo kao običan vojnik barbarskog porijekla. Njegov uspon otvorio je polustoljetnu krizu Rimskog Carstva u 3. stoljeću. Ukratko, tradicionalna rimska društvena hijerarhija nije više poštovana, legije gotovo isključivo odlučuju o izboru cara, a političko težište carstva postaju pogranični krajevi u kojima po dužnosti borave carevi i njihov dvor. Rim, iako i dalje formalna prijestonica, nije više političko žarište te senat i pretorijanska garda postepeno gube na političkoj težini. 
Ipak, i senat i pretorijanci povremeno su nastojali da utječu na visoku politiku. Kao protivtežu Maksiminu, rimski je senat 238. godine proglasio dvojicu afričkih uzurpatora za legitimne careve (vidi Gordijan I. i Gordijan II.), a poslije njihovog poraza dvojicu svojih predstavnika, Pupijena i Balbina koji su trebali da vladaju uz mladog unuka Gordijana I, Gordijana III. Pupijen i Balbin uspjeli su da savladaju Maksimina, ali ne i da osiguraju stalnu podršku vojske. Pored toga, među njima je vladala stalna nesloga koju su prekinuli pretorijanci u ljeto 238. godine. Pupijen i Balbin potom su javno ponižavani i mučeni na rimskim ulicama i zatim ubijeni. Gordijan III. ostao je jedini vladar i njegov režim je učvršćen 241. godine dolaskom sposobnog Timesteja na mjesto pretorijanskog prefekta. On je učvrstio svoj položaj postavši carev tast kao de facto vladar carstva tijekom nekoliko uspješnih godina. U vrijeme pohoda protiv Perzije 243. Timestej je umro, a njegov nasljednik Filip Arapin ubrzo je uklonio mladog cara i sam zauzeo prijestol.
Nakon uspona Filipa Arapina, pretorijanski prefekti i pretorijanci više nisu igrali značajnu ulogu u daljnjem tijeku događaja. Pretorijanci su naizgled ostali vezani za Rim a odsustvo dvora iz vječnog grada lišilo ih je mogućnosti da utječu na visoku politiku. S druge strane, i Italija se militarizira kako bi odoljela barbarima te i pretorijanci gube svoj prestižni položaj jedine respektabilne vojne jedinice južno od Rubikona. Njihov dotadašnji elitni položaj bio je i definitivno uništen pošto su carevi trećeg stoljeća počeli da stvaraju nove gardijske jedinice pogodnije da sudjeluju u ratovima i prate dvor po brojnim ratištima (npr. Zaštitnike carskog domaćinstva [protectores domestici] osnovao je Galijen). Ukratko, pretorijanci su izgubili prethodnu moć i značaj, ali su centri moći sada postali novoosnovani gardijski odredi, odnosno dominacija vojnog faktora je potvrđena. I pored brojnih izmjena u vezi utvrđivanja carskog dostojanstva vojne zavjere su i dalje predstavljale najveću opasnost po carev život čak i kada se radilo o proslavljenim i omiljenim vojskovođama. Aurelijan, poznat kao strogi starješina, ubijen je 275. u zavjeri pretorijanskih časnika. Carev tajnik, osumnjičen za korupciju, poslao je časnicima lažni popis onih koje je car odredio za likvidaciju. Časnici su zauzvrat ubili cara u činu koji su doživjeli kao samoobranu. Sličan "uspjeh" pretorijanskih časnika zabilježen je kada se 282. pretorijanski prefekt Kar pobunio protiv cara Proba. Prob je ubijen u okolini rodnog Sirmija (današnje Srijemske Mitrovice) u ljeto 282. godine. Međutim, ni Kar ni njegovi sinovi nisu uspjeli da se održe i 284. prijestol je preuzeo zapovjednik protektora Diokle, poznatiji pod vladarskim imenom Dioklecijan.
Dioklecijanovoj dugoj vladavini pripisuju se brojne legende koje su ojačale posrnulo Rimsko Carstvo. Između ostalog, nekada slavna garda ostala je jedva nešto više od garnizona grada Rima koji je Dioklecijan obišao samo jednom. Položaj pretorijanskog prefekta sada je uglavnom nosio visoka civilna i vojna ovlaštenja. Dioklecijan i Maksimijan, položaj svojih pretorijanskih prefekata povjerili su dvojici sposobnih i lojalnih ljudi koje će kasnije imenovati za svoje cezare-savladare: Galeriju i Konstanciju Kloru. Nakon Dioklecijanove abdikacije 305. pretorijancima je prijetilo raspuštanje i slanje u pogranične jedinice. Galerije je u jesen 306. većinu gardista udaljio iz Rima, ali je i ostatak bio dovoljan da 28. listopada 306. uz pomoć senata i građana proglasi za cara Maksencija, Maksimijanovog sina. Maksencije se održao kao vladar Italije i Afrike sve dok na sedmogodišnjicu proglašenja, 28. listopada 312. nije poražen kod Milvijskog mosta od strane Konstantina, vladara Galije, Hispanije i Britanije. Poslije svečanog ulaska u Rim Konstantin je naredio brisanje svake uspomene na "tiranina" Maksencija, ali i njegove najodanije sljedbenike. Pretorijanska garda jednom je zauvijek raspuštena, a zdanja i zemljište koje je pripadalo jedinici prepušteno je carskom fisku. Konstantin je porušio pretorijanske vojarne i na njihovom mjestu, djelomično se služeći i dostupnim građevinskim materijalom, počeo da podiže zgrade posvećene bogu za kojeg je smatrao da mu je donio pobjedu kod Milvijskog mosta - prve kršćanske crkve u dotada paganskom Rimu.

## Nasljeđe
Iako je njihovo ime postalo sinonim za intrige, zavjere, nelojalnost i atentate, ipak se može smatrati da je tijekom prva dva stoljeća carstva pretorijanska garda igrala pozitivnu ulogu. Tada je garda uklonila (ili dozvolila uklanjanje) surovih, slabih i nepopularnih vladara i podržavala pravednije, popularnije i jače careve. Štiteći živote careva, obuzdavajući pobune rimskog naroda i zavjere senatora, garda je pomogla uspostavljanju priželjkivane stabilnosti koja je dovela do perioda poznatog kao Rimski mir (Pax Romana).
Tek nakon smrti Marka Aurelija 180. godine, kada se period prosperiteta bližio kraju, garda se počela pretvarati u nemilosrdnu, plaćeničku, sveprisutnu i zloglasnu jedinicu. Međutim, ne treba zaboraviti da je tijekom vladavine Severa i tijekom krize 3. stoljeća, većina rimskih institucija poput senata, legija, pa i samog carskog položaja, bila srozana.

## Odnosi između careva i Garde
| Car                 | Godine                   | Odnos s gardom |
| ------------------- | ------------------------ | --- |
| August              | 27. pr. Kr.-14.          | Stvorio Pretorijansku gardu i zapovijedao joj uz potpunu lojalnost jedinice. |
| Tiberije            | 14. – 37.                | Dozvolio je da Sejan stekne ogromnu moć kao jedini prefekt garde koju je pritom doveo u sam Rim. Kada je postalo jasno da Sejan teži još većoj moći pogubio ga je uz pomoć Makrona. |
| Kaligula            | 37. – 41.                | Dolazak na prijestol olakšan zahvaljujući vezama s Makronom, pretorijanskim prefektom koga je kasnije likvidirao. Kasnije ubijen u zavjeri kojom su rukovodili pretorijanci. |
| Klaudije            | 41. – 54.                | Proglašen za cara od strane garde. Oslanjao se na nju u raznim teškim trenucima, npr. kada su njegova žena Mesalina i njen ljubavnik Gaj Silije pokušali prevrat. Otpočeo je s praksom davanja izdašnih darova u novcu gardi po stupanju na prijestol. Na novcu je kovao natpis imper.recep tj. "položaj cara primljen od" uz predstavu pretorijanskog logora. |
| Neron               | 54. – 68.                | Izvršio samoubojstvo pošto je napušten od garde. |
| Galba               | 68. – 69.                | Ubijen od garde pošto je odbio da joj udijeli darove u novcu koje su u njegovo ime obećali Oton i pretorijanski prefekt Tigelin. |
| Oton                | 69.                      | Proglašen za cara od garde. Pretorijanci su se kod Cremone žestoko borili na njegovoj strani protiv rivala Vitelija. Poslije izgubljene bitke izvršio samoubojstvo. |
| Vitelije            | 69.                      | Svrgnut od garde i potom pogubljen. |
| Vespazijan          | 69. – 79.                | Poslije dolaska na prijestol 69. god. smanjio brojnost garde. |
| Tit                 | 79. – 81.                | Prije nego što je stupio na prijestol vršio je službu pretorijanskog prefekta. |
| Domicijan           | 81. – 96.                | Dolazak na prijestol podržali su pretorijanci i ostali su mu odani, posebno zato što je povećao vojničke plaće. Ubijen u zavjeri dvorskih oslobođenika. |
| Nerva               | 96. – 98.                | Ponižen od strane gardista i prisiljen da usvoji iskusnog vojskovođu Marka Ulpija Trajana i imenuje ga suvladarom i nasljednikom. |
| Trajan              | 98. – 117.               | Pogubio gardijske časnike koji su se pobunili protiv Nerve. |
| Hadrijan            | 117. – 138.              | Osnovao frumentarije, tajnu službu. |
| Antonin Pio         | 138. – 161.              | |
| Marko Aurelije      | 161. – 180.              | Koristio gardu tijekom svojih ratova protiv Germana. |
| Lucije Ver          | 161. – 169.              | |
| Komod               | 180. – 192.              | Potkupio gardu kako bi osigurao lojalnost. |
| Pertinaks           | 193.                     | Ubijen od garde radi svoje štedljivosti. |
| Didije Julijan      | 193.                     | Doslovce je kupio carski položaj na aukciji koju su organizirali pretorijanci. |
| Septimije Sever     | 193. – 211.              | Raspustio dotadašnju gardu i sastavio novu od njemu odanih vojnika iz podunavskih legija. |
| Karakala            | 211. – 217.              | Ubijen u zavjeri koju je predvodio pretorijanski prefekt Makrin. |
| Makrin              | 217. – 218.              | Prva osoba iz konjaničkog staleža koja se popela na carski prijestol. |
| Elagabal            | 218. – 222.              | Ubijen u Pretorijanskom logoru od garde. |
| Aleksandar Sever    | 222. – 235.              | Proglašen za cara od strane garde. |
| Maksimin Tračanin   | 235. – 238.              | |
| Gordijan I.         | 238.                     | |
| Gordijan II.        | 238.                     | |
| Balbin              | 238.                     | Ubijen od strane garde. |
| Pupijen             | 238.                     | Ubijen od strane garde. |
| Gordijan III.       | 238. – 244.              | Proglašen za cara od strane garde, ali ga je kasnije ubio njegov pretorijanski prefekt Filip Arapin. |
| Filip Arapin        | 244. – 249.              | |
| Decije              | 249. – 251.              | |
| Herenije Etruščanin | 251.                     | |
| Hostilijan          | 251.                     | |
| Trebonijan Gal      | 251. – 253.              | |
| Emilijan            | 253.                     | |
| Valerijan           | 253. – 260.              | |
| Galijen             | 260. – 268.              | |
| Klaudije Gotski     | 268. – 270.              | |
| Kvintil             | 270.                     | |
| Aurelijan           | 270. – 275.              | Ubijen od strane garde. |
| Tacit               | 275. – 276.              | |
| Florijan            | 276.                     | |
| Prob                | 276. – 282.              | Ubijen od strane garde nakon pobune vojnika. |
| Kar                 | 282. – 283.              | |
| Karin               | 283. – 285.              | |
| Numerijan           | 283. – 284.              | |
| Dioklecijan         | 284. – 305.              | Sveo gardu na nešto više od garnizona grada Rima i time je praktično uništio njenu političku moć. |
| Maksimijan          | 286. – 305., 307. – 308. | |
| Galerije            | 305. – 311.              | |
| Konstancije I. Klor | 305. – 306.              | |
| Sever II.           | 306. – 307.              | |
| Maksencije          | 306. – 312.              | Posljednji car koji je izabran uz pomoć garde. Pretorijanci su se na njegovoj strani skoro do posljednjeg čovjeka borili protiv Konstantina, u bitki kod Milvijskog mosta 312. godine. |
| Konstantin I        | 306. – 337.              | Raspustio gardu 312. i porušio njene logore, groblja i ostale zgrade po Rimu. |

## Organizacija i uvjeti službe
Pretorijanska je garda imala sličnosti s legijama Rimskog Carstva, ali i dosta razlika. Devet pretorijanskih kohorti sastojale su se od više vojnika koji su bili bolje opremljeni, plaćeni i pouzdaniji od regularnih legionara. Pored toga, pretorijanci su mogli primati i posebni dar u novcu od cara (donativium). Po Augustovoj zamisli, pretorijanska garda imala je 9000 gardista koji su regrutirani iz legija ili među najdarovitijim mladićima iz centralne Italije (Etrurija, Umbrija i Lacijum). Tijekom vremena,  regrutno područje za pretorijance prošireno je i na provincije Makedoniju, Ilirik i Hispaniju. Vitelije je pak u gardu uvrstio vojnike iz germanskih, a Septimije Sever iz panonskih legija. Sever je kasnije regrutirao gardiste širom carstva.
U Augustovo doba, oko 5. godine, pretorijanska kohorta imala je 1000 vojnika, a kasnije čak 1500 ljudi. Kao i u uobičajnoj legiji stvaran broj ljudi bio je nešto niži. Prema Tacitu 47. godine broj kohorti povećan je s devet na dvanaest. Za kratkotrajne Vitelijeve vladavine broj kohorti povećan je na šesnaest, ali je Vespazijan 69. ponovo uspostavio gardu od devet kohorti. Najzad, Trajan je 101. povećao broj pretorijanskih kohorti na deset čime je broj elitnih pretorijanaca dostigao 5000 ljudi.
Kada nisu pratili cara na dalekim putovanjima, pretorijanci su podvrgavani intenzivnoj obuci od legionara. Oprema i oružje također su bili isti, uz jednu značajnu razliku, posebno dekorirane oklope, namijenjene paradama i drugim državnim funkcijama. Insignije "Mjeseca i sunca" i "Škorpiona" bile su oznake pretorijanaca. Svaki vojnik raspolagao je s dva oklopa, jedan paradni za dužnosti u Rimu i drugi pogodniji za borbene dužnosti. Pretorijanci su primali daleko višu plaću od ostalih legionara zahvaljujući sustavu koji se zvao sesquiplex (tj. jedna i pol plaća). Ako je legionar primao 225 denara godišnje, pretorijanac je isplaćivan s 375 denara. Septimije Sever povećao je plaću pretorijanaca na 1500 denara koja je isplaćivana u tri godišnja obroka, u siječnju, svibnju i rujnu.
Po odlasku u mirovinu pretorijanac je dobivao 20 000 sestercija (5000 denara), komad zemlje i vojničku diplomu s natpisom "ratniku koji je hrabro i vjerno završio svoju službu". Mnogi su međutim birali da ostanu u vojnoj službi ulaskom u počasnu jedinicu evokata ili nastavkom službe u pretorijanskoj gardi gdje su se nadali novom unapređenju.

## Konjanička garda
Od samog početka garda je sadržavala i malobrojnu konjaničku jedinicu poznatu pod nazivom equites singulares augusti. Konjanici su pratili cara prilikom putovanja ili prilikom ratnog pohoda. Uglavnom se sastojala od probranih i najpovjerljivijih provincijalaca koji su nosili svoju specifičnu odoru i naoružanje. Trajan je službu u konjaničkoj gardi otvorio za nosioce rimskog građanskog prava i ujedno je konjanike učinio stalnim odjeljenjem unutar pretorijanske garde. Ekviti singulari imali su 512 konjanika podjeljenih na 16 turmi. Zapovjednik konjanika nosio je titulu tribuna, a konjica je u praksi predstavljala desetu pretorijansku kohortu. Septimije Sever je kasnije podigao broj konjanika na istu brojnost kao i ostale kohorte. 

## Činovi
| Činovi u pretorijanskoj gardi | Činovi u pretorijanskoj gardi |
| ----------------------------- | --- |
| Milites (Militi)              | Obični vojnici. |
| Immunes (Imuni)               | Nakon pet godina službe ovim vojnicima bilo je dozvoljeno da se pridruže konjaničkom dijelu garde Ekviti Singulari (Equites singulares) ili specijalnim agentima Spektakularima (Speculatores).    |
| Principales (Principali)      | Administrativci u okviru jedinice. |
| Evocati (Evokati)             | Nakon šesnaest godina službe vojnicima je ponuđena mirovina ali je većina birala da ostane u ovoj počasnoj jedinici.                                                                               |
| Centuriones (Centurioni)      | Vojnici koji su regrutirani u gardu iz legija, gradskih kohorti ili vigila. |
| Tribuni (Tribuni)             | Časnici koji su obično dovođeni iz legija kako bi zapovijedali pretorijanskim kohortama. Najčešće su bili iz konjaničkog staleža. Rijetko se događalo da i centurioni budu unaprijeđeni u tribune. |
| Procuratores (Prokuratori)    | Dostojanstvo dostupno rimskim konjanicima (vitezovima). |
| Praefectus (Prefekt)          | Najviši čin u pretorijanskoj gardi koji je označavao njihovog zapovjednika. |

## Moderne analogije
- U kolokvijalnom govoru izraz "pretorijanska garda" označava ekskluzivnu i beskompromisno odanu skupinu osobno vezanu za moćnike, poput Napoleonove Carske garde, Hitlerovih SS odreda ili Ceauşescuove tajne policije Sekuritate.
- Termin se može koristiti u medijima i za najbliže suradnike ili sljedbenike nekog političara ili menadžera. U tom kontekstu termin "pretorijanska garda" koristi se u pejorativnom značenju kako bi se istaklo da su sljedbenici ekstremni ili fanatični a njihov vođa paranoičan ili autoritaran.
- Pretorijanizam se obično koristi kako bi se opisalo zastupanje ili praksa vojne diktature.
- John Stockwell, bivši član američke Centralne Obaveštajne Agencije (CIA), iskoristio je naslov Pretorijanska garda (The Praetorian Guard) za svoju knjigu o negativnim aspektima vanjske politike SAD.
- U filmskom serijalu Ratovi zvijezda (Star Wars) garda senatora Palpatina, kasnije poznata kao Imperijalna garda, može se smatrati aluzijom na pretorijance.
- U američkom filmu Mreža (The Net, 1995) Pretorijanci su grupa hakera koja instalira trojanske konje u vladine softvere.

## Vanjske poveznice
- The Praetorian prefecture under the Julio-Claudians – path to power or dead-end job?